# Петренко, Евгений Васильевич
Евге́ний Васи́льевич Петре́нко (22 декабря 1918, Шостка, Черниговская губерния — 22 июля 1976, Ленинград) — советский лётчик-ас истребительной авиации Военно-воздушных сил Военно-Морского флота в годы Великой Отечественной войны, Герой Советского Союза (19.08.1944). Полковник (26.11.1951), кандидат военных наук, доцент (1968).

## Биография
Родился 22 декабря 1918 года в семье рабочего. Украинец. Окончил среднюю школу.
В Военно-Морском Флоте с августа 1936 года. В 1939 году окончил Ейское военно-морское авиационное училище имени И. В. Сталина. С ноября 1939 года — младший лётчик истребительной авиационной эскадрильи в 9-м истребительной авиационном полку ВВС Черноморского флота, в следующем году стал в этом полку командиром звена.
Участник Великой Отечественной войны с июня 1941 года, воевал в составе того же истребительного авиаполка. Воевал на истребителях И-153 и Як-1. Прикрывал бомбардировщики во время налётов ВВС Черноморского флота на военно-морские базы на территории Румынии в июне-июле 1941 года, затем участвовал в обороне Одессы и обороне Севастополя. Первую победу одержал в воздушном бою 5 августа 1941 года, сбив немецкий Dornier Do 215 в районе Прогнойск (Херсонская область). К концу мая 1942 года имел на боевом счету 4 сбитых самолёта лично и 1 в группе.
В июне 1941 года из лётчиков Черноморского и Балтийского флотов был сформирован 20-й истребительный авиационный полк ВВС ВМФ (включен в Ударную авиационную группу Ставки ВГК, вскоре преобразованную в Особую Морскую авиагруппу Ставки ВГК). В этом полку и группе сражался на Волховском фронте, принимая участие в операции по выводу из окружения 2-й ударной армии в районе Мясной Бор — Кириши. Отличился и в этих боях, сбив 1 истребитель врага лично и 1 в группе.
В июле 1942 года весь 20-й истребительный авиационный полк ВВС был переведён в состав ВВС Северного флота, где сражался до конца войны. В Заполярье Евгений стал заместителем командира эскадрильи, затем командиром эскадрильи, штурманом полка. Боевые побенды и там не заставили себя долго ждать — 19 июля 1942 года, через несколько дней после прибытия на Северный флот, он севернее Мурманска сбивает Ю-88.
Командир эскадрильи 20-го истребительного авиационного полка 14-й смешанной авиационной дивизии Военно-воздушных сил Северного флота капитан Е. В. Петренко к июлю 1944 года совершил 261 боевой вылет для сопровождения бомбардировщиков и штурмовиков, на разведку и другие задания. Участвовал в 69 воздушных боях, в которых сбил лично 11 и в группе 1 самолёт противника. Был ранен в 1944 году.
Указом Президиума Верховного Совета СССР от 19 августа 1944 года за образцовое выполнение боевых заданий командования на фронте борьбы с немецко-фашистскими захватчиками и проявленные при этом отвагу и геройство капитану Петренко Евгению Васильевичу присвоено звание Героя Советского Союза с вручением ордена Ленина и медали «Золотая Звезда» под номером 4337.
К концу войны выполнил 293 боевых вылета, лично сбил 15 вражеских самолётов и 3 в группе. Участвовал в Параде Победы 24 июня 1945 года в Москве.
После войны продолжал службу в Военно-Морском Флоте СССР. С июня 1946 года — заместитель командира истребительного авиаполка ВВС Черноморского флота.
В 1949 году окончил Краснознамённую Военно-воздушную академию. Служил на должностях командира истребительного авиаполка ВВС Черноморского флота (с июня 1950 года), командира истребительной авиационной дивизии ВВС Тихоокеанского флота (с ноября 1951 года), заместителя начальника штаба по истребительной авиации ПВО Тихоокеанского флота (с декабря 1955 года).
С апреля 1956 года — на преподавательской работе в должности старшего преподавателя кафедры ПВО Военно-морской академии: преподаватель кафедры тактики и истории военного искусства Ленинградской Военно-воздушной инженерной академии имени А. Ф. Можайского (с октября 1959 года), старший преподаватель кафедры № 4 этой же академии (с мая 1961 года). С сентября 1974 года полковник Е. В. Петренко — в запасе.
Жил в Ленинграде. Скончался 22 июля 1976 года. Похоронен на Большеохтинском кладбище Ленинграда.

## Награды
- Герой Советского Союза (19.08.1944);
- орден Ленина (19.08.1944);
- Три ордена Красного Знамени (12.08.1942, 10.12.1942, 1956);
- Орден Ушакова 2-й степени (10.04.1944)
- Орден Красной Звезды (1951);
- Медаль «За боевые заслуги» (5.11.1946);
- Медаль «За оборону Ленинграда»;
- Медаль «За оборону Севастополя»;
- Медаль «За оборону Советского Заполярья»;
- Ряд других медалей СССР.

## Память
- Бюст на аллее Героев-авиаторов Северного флота в посёлке Сафоново Мурманской области.
- Надгробный памятник на Большеохтинском кладбище в Санкт-Петербурге.